# Великі Лашковиці
Великі Лашковиці (рос. Большие Лашковицы) — присілок у Волосовському районі Ленінградської області Російської Федерації.
Населення становить 13 осіб. Належить до муніципального утворення Бегуницьке сільське поселення.

## Історія
Від 1 серпня 1927 року належить до Ленінградської області.

## Населення
| 1838 | 1848 | 1862 | 1928 | 1965 | 1997 | 2007 |
| ---- | ---- | ---- | ---- | ---- | ---- | ---- |
| 110  | ↗142 | ↘57  | ↗165 | ↘105 | ↘13  | ↗19  |
| 2010 | 2017 |      |      |      |      |      |
| ↘14  | ↘13  |      |      |      |      |      |